# Sam Ellis (Leichtathlet)
Sam Ellis (* 23. Juni 1982) ist ein britischer Mittelstreckenläufer, der sich auf die 800-Meter-Distanz spezialisiert hat.
2004 wurde er englischer Meister. 2006 fuhr er als englischer Vizemeister zu den Leichtathletik-Europameisterschaften in Göteborg und gewann dort die Bronzemedaille.

## Persönliche Bestzeiten
- 800 m: 1:45,67 min, 10. Juni 2006, Watford
  - Halle: 1:48,87 min, 10. Februar 2008, Sheffield